# George Christopher
George Christopher (Geburtsname: George Christopheles; * 8. Dezember 1907 in Arkadien, Griechenland; † 14. September 2000 in San Francisco) war ein US-amerikanischer Politiker der Republikanischen Partei, der unter anderem zwischen 1956 und 1964 Bürgermeister von San Francisco und damit der letzte Bürgermeister war, der von der Republikanischen Partei gestellt wurde.

## Leben
George Christopheles wanderte zusammen mit seinen Eltern James Christopheles und Mary Koines 1909 als Zweijähriger in die USA ein und wurde nach dem Tode seines Vaters 1921 als Vierzehnjähriger Halbwaise. Nach dem Besuch der Galileo High School sowie der Humboldt Evening High School begann er ein Studium im Fach Rechnungswesen, das er 1930 mit einem Bachelor of Science (B.S. Accounting) abschloss. Nachdem er zugleich 1930 die US-amerikanische Staatsbürgerschaft durch Einbürgerung erworben und seinen Familiennamen in Christopher geändert hatte, arbeitete er in verschiedenen Firmen als Buchhalter. Seine politische Laufbahn begann er 1945, als er zum Mitglied des Board of Supervisors, dem Legislativorgan der Stadtverwaltung von San Francisco, gewählt wurde und diesem bis 1956 angehörte. 1951 kandidierte er erstmals für das Amt des Bürgermeisters von San Francisco, unterlag jedoch seinem Parteifreund und Amtsinhaber Elmer Robinson.
Vier Jahre später wurde Christopher 1955 als Kandidat der Republikanischen Partei zum Bürgermeister von San Francisco gewählt und konnte sich mit der bislang größten Mehrheit gegen den Kandidaten der Demokratischen Partei, George Reilly, durchsetzen. Er übernahm daraufhin am 8. Januar 1956 das Amt von Elmer Robinson. Zu Beginn seiner Amtszeit fand 1956 die Republican National Convention, der Parteitag der Republikanischen Partei zur Nominierung des Präsidentschafts- und Vizepräsidentschaftskandidaten, im Cow Palace in San Francisco statt. Er war maßgeblich daran beteiligt, dass die Baseballmannschaft New York Giants nach der Saison 1957 nach San Francisco wechselten und unter dem neuen Namen San Francisco Giants ab 1960 im neugebauten im Candlestick Park spielten. 1958 kandidierte er bei den Vorwahlen der Republikaner für den Posten als US-Senator für Kalifornien, unterlag dabei jedoch gegen den bisherigen Gouverneur von Kalifornien, Goodwin Knight.
1959 wurde George Christopher für eine zweite vierjährige Amtszeit als Bürgermeister von San Francisco wiedergewählt und schlug dieses Mal den demokratischen Kandidaten Russell L. Wolden. Bei der Republican National Convention 1960 war er Delegierter und Sprecher sowie 1962 Kandidat der Republikanischen Partei für den Posten als Vizegouverneur von Kalifornien als Running Mate des Gouverneurskandidaten Richard Nixon, wobei er allerdings gegen den Amtsinhaber Glenn M. Anderson verlor. Nachdem am 8. Januar 1964 John Shelley von der Demokratischen Partei neuer Bürgermeister von San Francisco wurde, war Christopher bis heute der letzte Bürgermeister, der von der Republikanischen Partei gestellt wurde. Am 8. Juni 1966 bewarb er sich bei den republikanischen Vorwahlen für die Kandidatur für das Amt des Gouverneurs von Kalifornien, unterlag allerdings mit 675.683 Stimmen (30,8 Prozent) deutlich gegen Ronald Reagan, auf den 1.417.623 Stimmen (64,62 Prozent) der Stimmen entfielen und der schließlich am 8. November 1966 mit 3.742.913 Wählerstimmen (57,5 Prozent) den Amtsinhaber Pat Brown (2.749.174 Stimmen, 42,3 Prozent) schlug.
George Christopher war seit 1936 mit Tula Sarantitis verheiratet und wurde nach seinem Tode auf dem Greek Orthodox Memorial Park in Colma beigesetzt.